# اوکناگن فالز
اوکناگن فالز (به انگلیسی: Okanagan Falls) یک منطقهٔ مسکونی در بریتیش کلمبیا است که در بریتیش کلمبیا واقع شده‌است.